# Maskaron

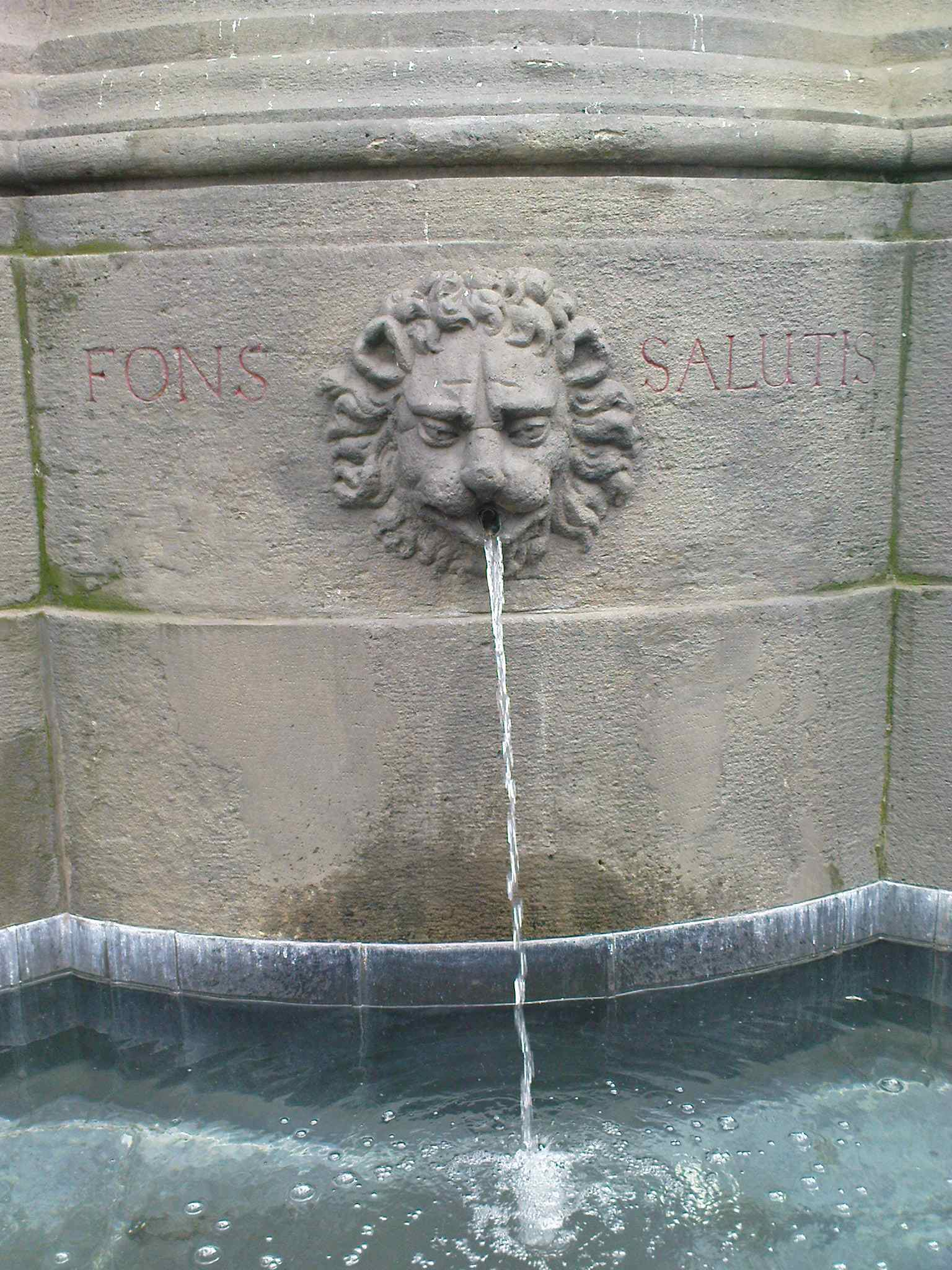
Jeden z maskaronových chrličů sloupu Nejsvětější Trojice na Malostranském náměstí v Praze

Maskaron je plastický zdobný motiv v podobě lidské tváře (ženské či mužské), častěji fantaskní (mytologické) nebo zvířecí tváře, který je hojně využíván na fasádách architektury, ale i v interiérech.

## Materiál
Nejcennější jsou maskarony tesané z kamene a vsazené jako stavební článek do architektury. V období historismu během 19. století se začaly dělat maskarony štukové.

## Historie
Byl to velmi oblíbený prvek v antické římské, gotické, renesanční, barokní i secesní architektuře. V antice a v renesanci se užíval hlavně ve štítech a na římsách jako akrotérion nebo centrální maska. V gotice byl využíván na konzolách přípor, na klenebních svorníkách a na chrličích. V baroku byl, podobně jako v renesanci, často umísťován do hlavních klenáků portálů či městských bran, na konzoly volut nebo na kašny. V historismu stejně jako v secesi se objevuje hlavně jako štuková výzdoba fasád, jak na portálech vchodů, tak na supraportách či suprafenestrách.

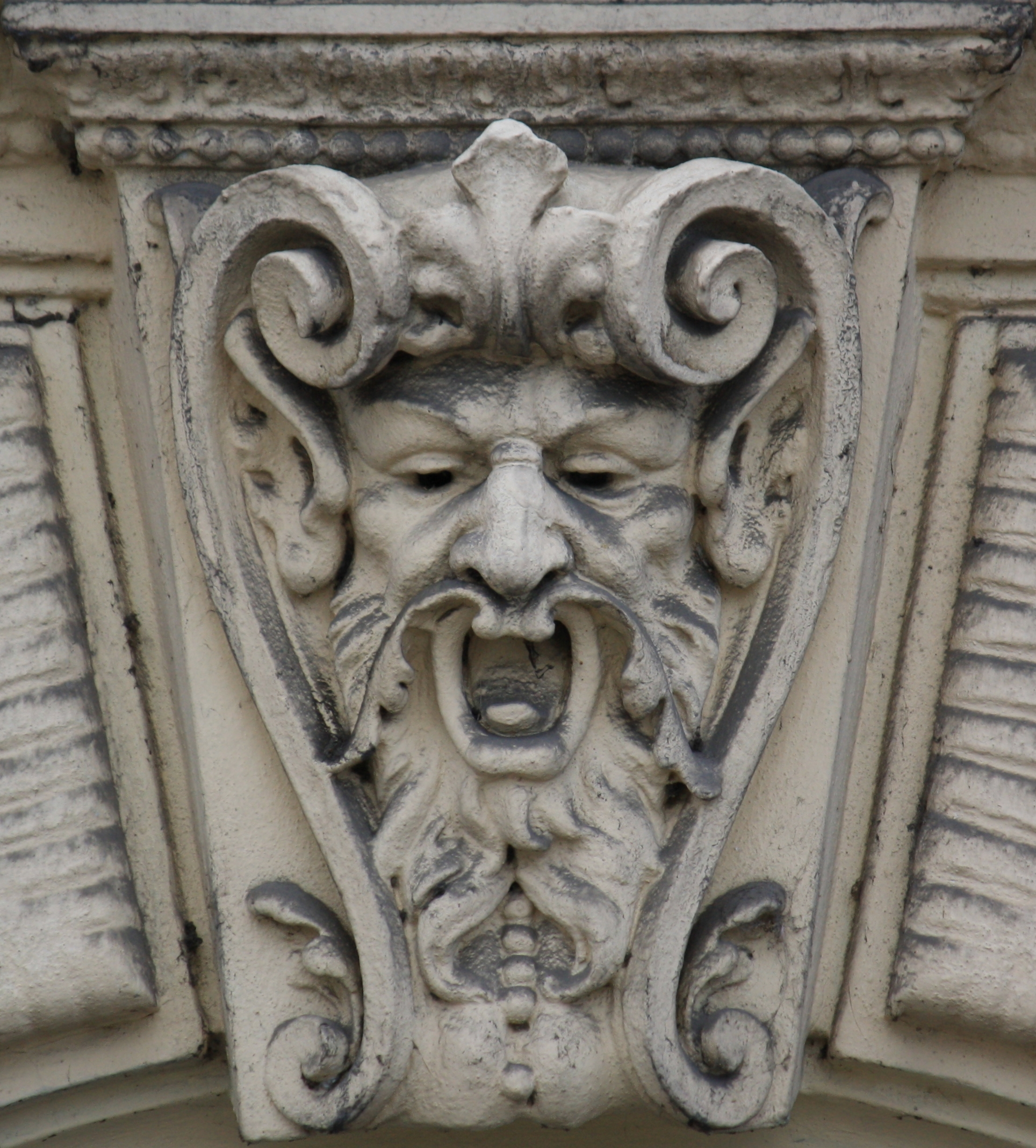
Praha, Janáčkovo nábřeží
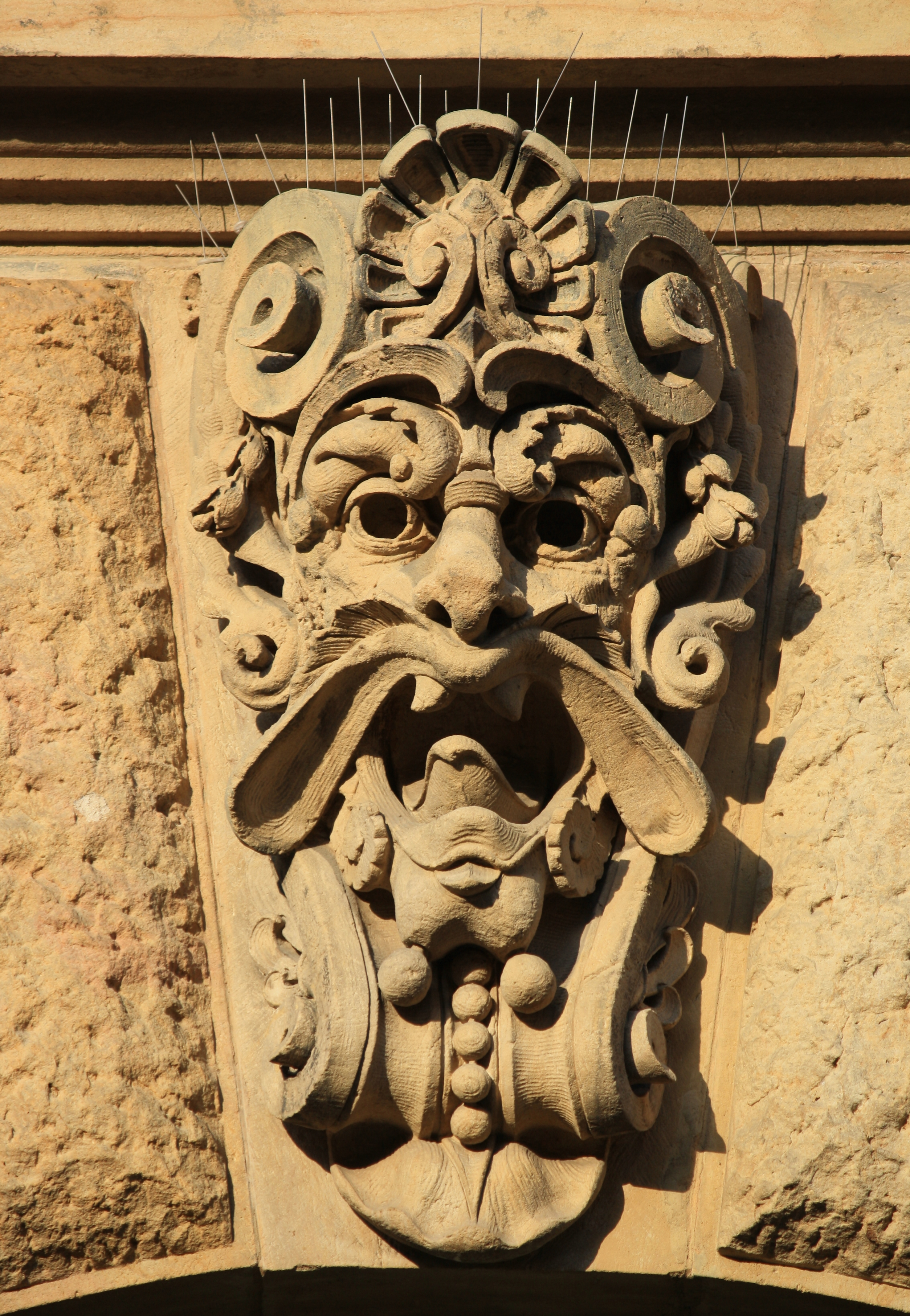
Praha, Melantrichova
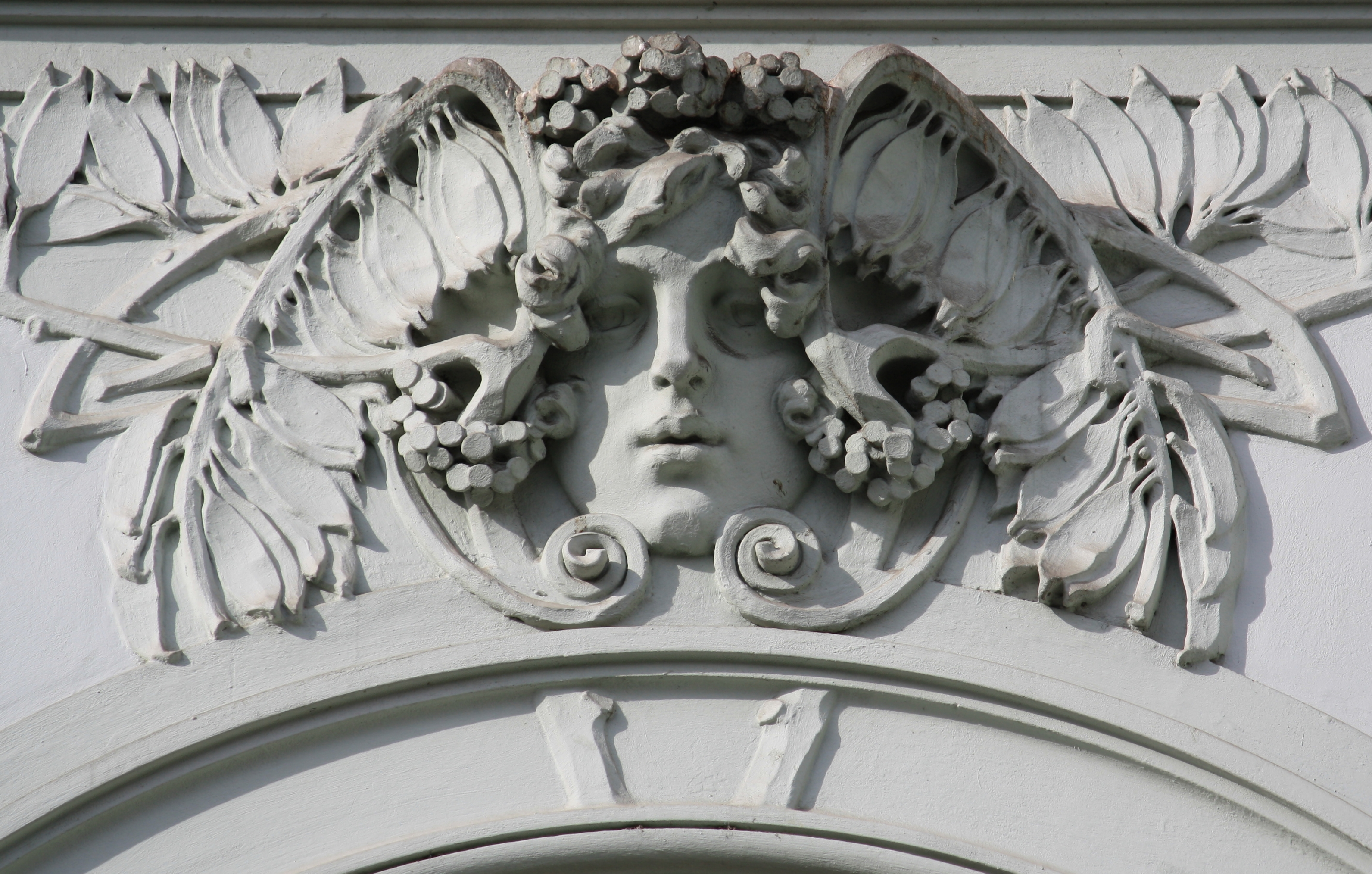
Praha, Náměstí 14. října
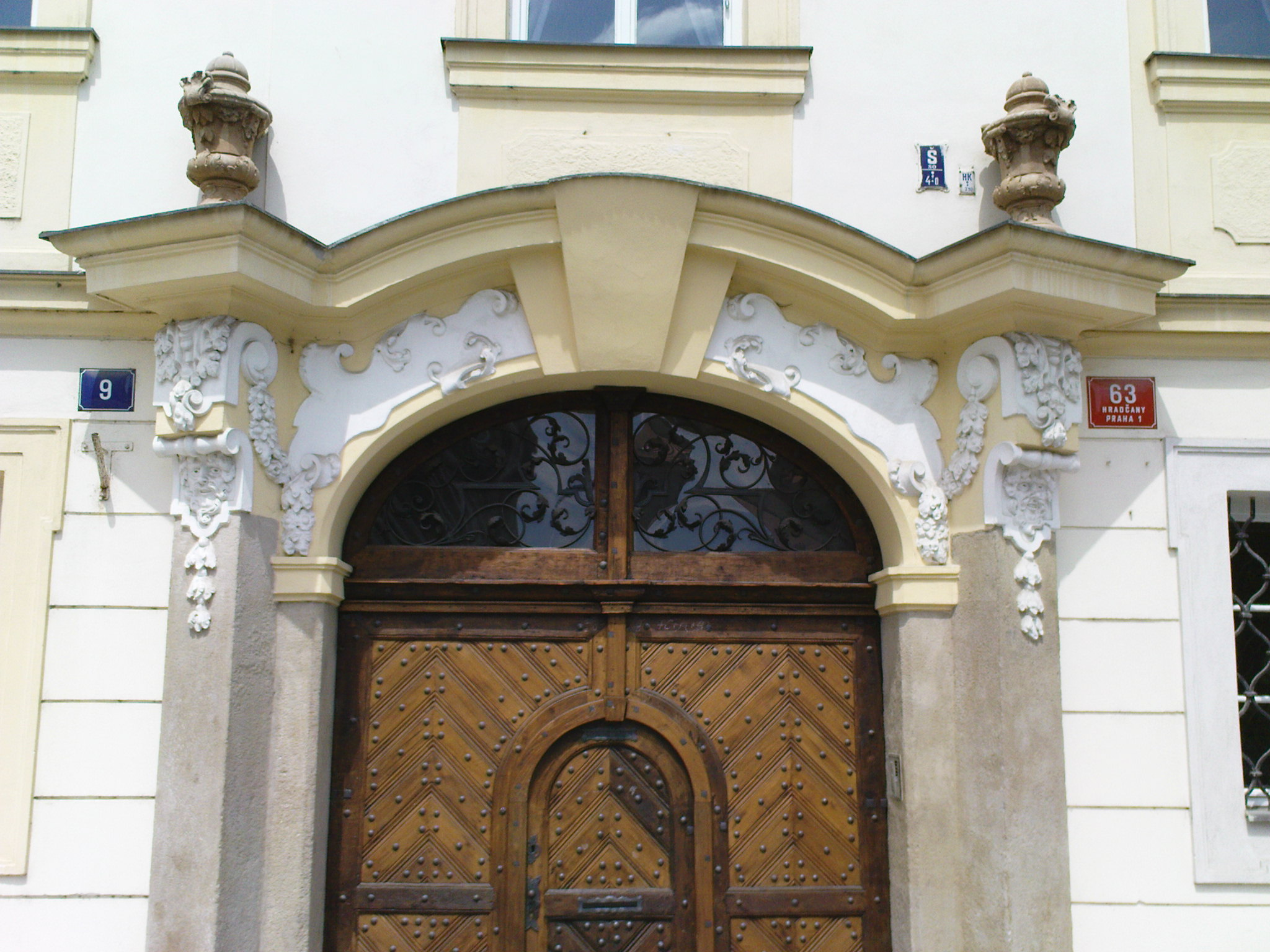
Barokní portál s maskarony ve volutových pseudokonzolách po stranách a s nepříliš vydařenými rokokovými vázami (Hradčanské náměstí v Praze)
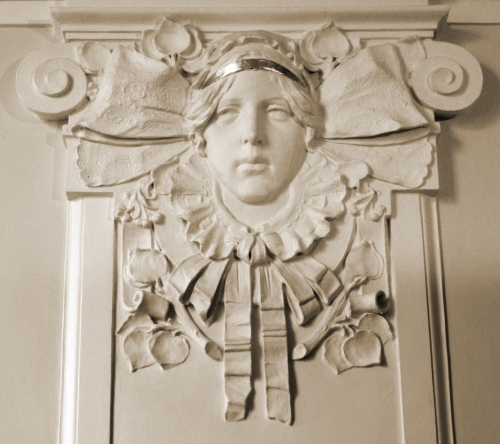
Štukový maskaron znázorňující selku, Plzeň
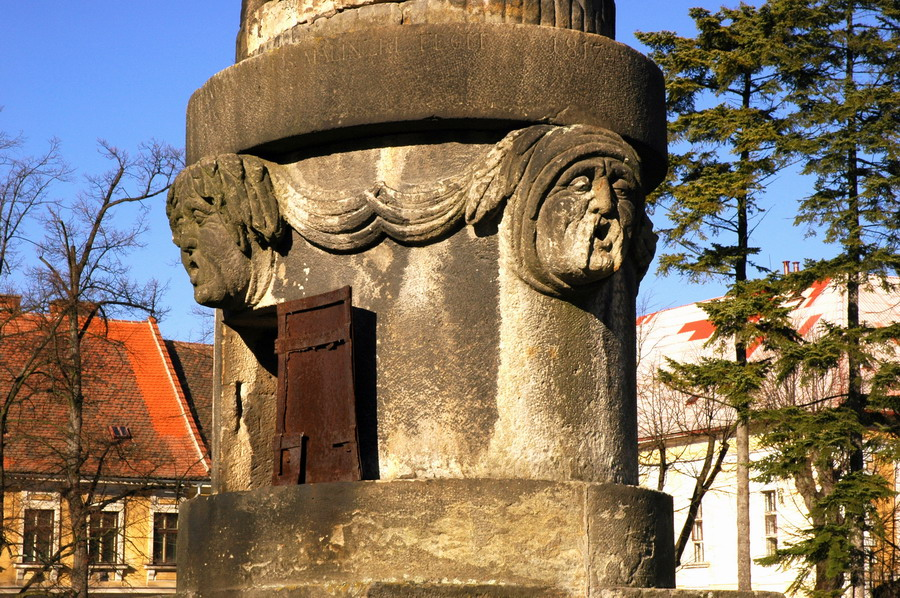
Maskarony jako chrliče kašny (Jaroměř – Josefov)